# Фоли, Маргарет

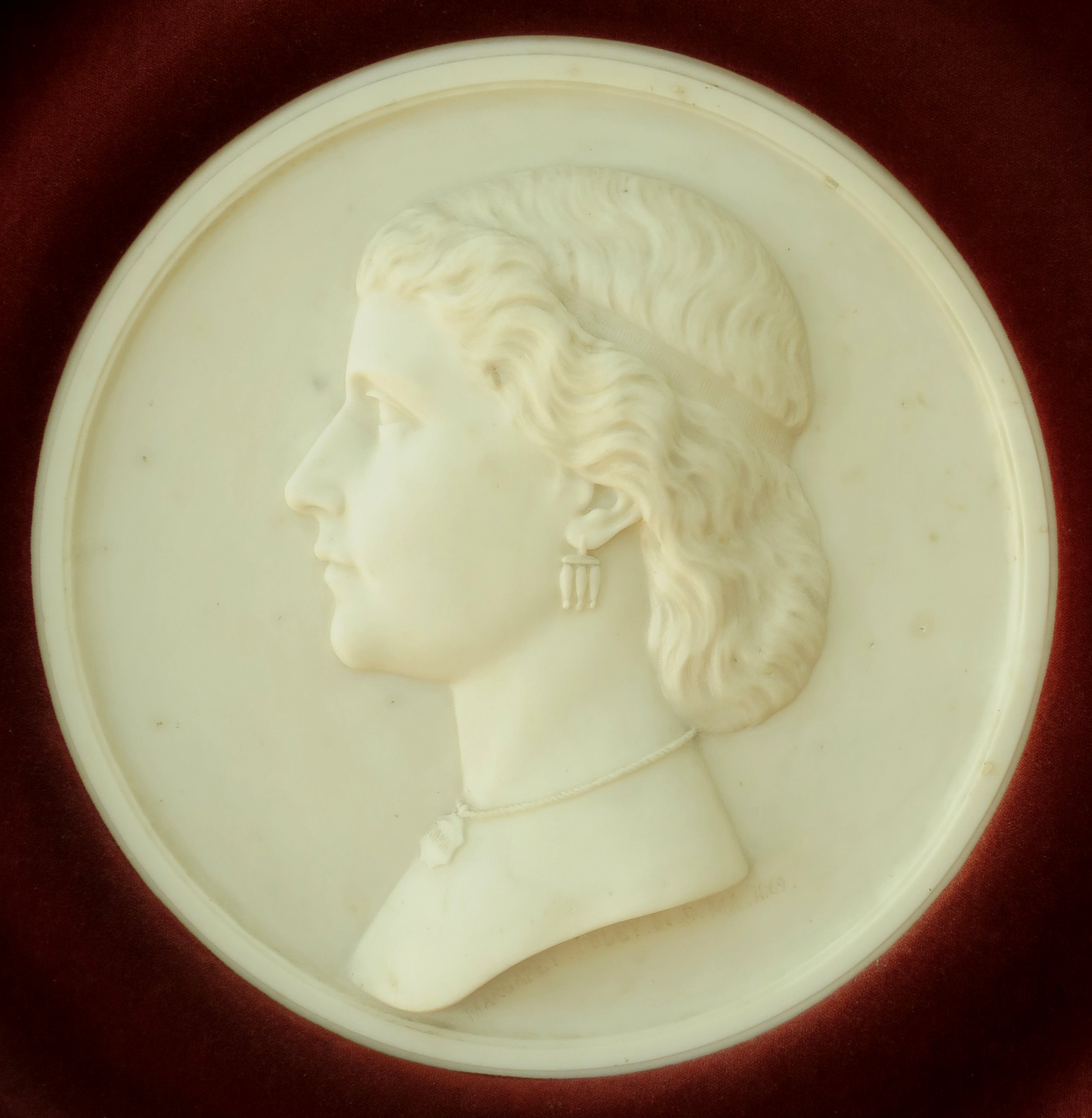
Енни Линд работы Маргарет Фоли

Маргарет Фоли (англ. Margaret Foley; 1827—1877) — американская скульптор, работавшая неоклассическом стиле; также известна своими камеями, портретами на медальонах и резьбой.

## Биография
Родилась в 1827 году в семье батрака.
Уже в детстве появились её способности, когда начала строгать и резать по дереву в городе Вердженс (англ., штат Вермонт), где росла. Затем работала горничной, чтобы заработать на учёбу, позже стала школьной учительницей. В возрасте четырнадцати лет Маргарет поехала в город Лоуэлл (штат Массачусетс), чтобы работать в прядильном цехе предприятия Merrimack Corporation (англ.) в качестве Lowell mill girls.
Работая на заводе, Фоли начала карьеру профессионального резчика камей как из ракушек, так и из лавы. Этому ремеслу она научилась в Школе дизайна для женщин (School of Design for Women) Эдны Чейни, которая открылась в 1850 году для обучения одиноких женщин. Маргарет Фоли продолжала работать в качестве художника камей на протяжении всей своей карьеры скульптора, часто получая похвалы за некоторые свои камеи, которые выставлялись. Познакомилась в Лоуэлле с Лоренцой Хейнс, и почти тридцать лет, вплоть до смерти Маргарет, они оставались подругами.
В 1860 году с помощью политика из Вермонта, который восхитился её талантом, Фоли эмигрировала в Рим, чтобы учиться и начать карьеру скульптора. Она путешествовала с Шарлоттой Кушман и Эммой Стеббинс, которые были центральными фигурами в эмигрантском сообществе американских женщин-скульпторов и интеллектуалов, куда также входили Харриет Хосмер, Энн Уитни, Эдмония Льюис, Луиза Ландер, Винни Рим и другие. Сначала финансовое положение Маргарет в Риме было тяжелым, но вскоре она нашла работу, создавая портреты-медальоны, а также писала статьи для Boston Evening Transcript и Crayon. Когда она впервые приехала в Рим, то делила студию с Эммой Стеббинс, но при участии Джона Гибсона открыла собственную студию на via Due Macelli.
Как художник без надежной поддержки со стороны богатых покровителей, Маргарет Фоли выполняла большинство своих работ, исходя из требований арт-рынка. Сюда входили рельефные медальоны, фигурки и камеи, которые нравились американским и британским туристам, посещавшим её студию в рамках Гранд-тура. В числе её работ также портреты из мрамора. В течение своей карьеры она получила множество заказов и похвал за свой «чётко очерченный благородный стиль».
Начиная с 1870-х годов, здоровье Фоли начало ухудшаться, поскольку она страдала от изнурительного неврологического заболевания. В 1877 году она вместе со своими британскими друзьями-писателями Ховиттами (Уильям и Мария) поехала в Тироль. Маргарет Фоли умерла 7 декабря 1877 года от инсульта в Мерано, Австрия, и была единственной американской женщиной-скульптором, которая умерла в таком молодом возрасте, проживая в Европе.
Умерла 7 декабря 1877 года.